# Тибальди, Пеллегрино
Пеллегрино Тибальди (итал. Pellegrino Tibaldi, 1527, Вальсольда, Комо — 27 мая 1596, Милан, Ломбардия) — итальянский художник: живописец, скульптор и архитектор периода маньеризма.
Тибальди родился в Пурия-ди-Вальсольда (Ломбардия, провинция Комо), в то время входившем в состав Миланского герцогства, но вырос в Болонье, где его отец получил работу каменщика. Он был первым из пяти детей архитектора Тибальдо Тибальди де Пеллегрини (Tibaldo Tibaldi de’ Pellegrini, 1503—1563) и старшим братом Доменико Тибальди, живописца, скульптора и архитектора. Отец и сыновья принадлежали к «дому Пеллегрини» (casato dei Pellegrini), семье мастеров-каменщиков, которые какое-то время вели активную деятельность не только в области Комачина, но и в Болонье.
В 1547 году Тибальди отправился в Рим, чтобы учиться живописи у Перино дель Вага. Участвовал в росписях «Зала Совета» (Sala del Consiglio) замка Сант-Анджело. В 1550 году, прежде чем вернуться в Болонью, Тибальди участвовал в работах в Ватикане, в церкви Сантиссима-Тринита-дей-Монти, вместе с Даниеле да Вольтерра.
По проекту Тибальди в 1549—1560 годах по заказу кардинала Джованни Поджи было построено Палаццо Поджи в Болонье. Тибальди написал фрески «Истории Улисса» в Палаццо Поджи, сцены из жизни Иоанна Крестителя в капелле Поджи и сцены из Жития Моисея в Палаццо Саккетти в Риме. Он построил капеллу для своего покровителя в церкви Сан-Джакомо Маджоре в Болонье, и написал для неё фрески.

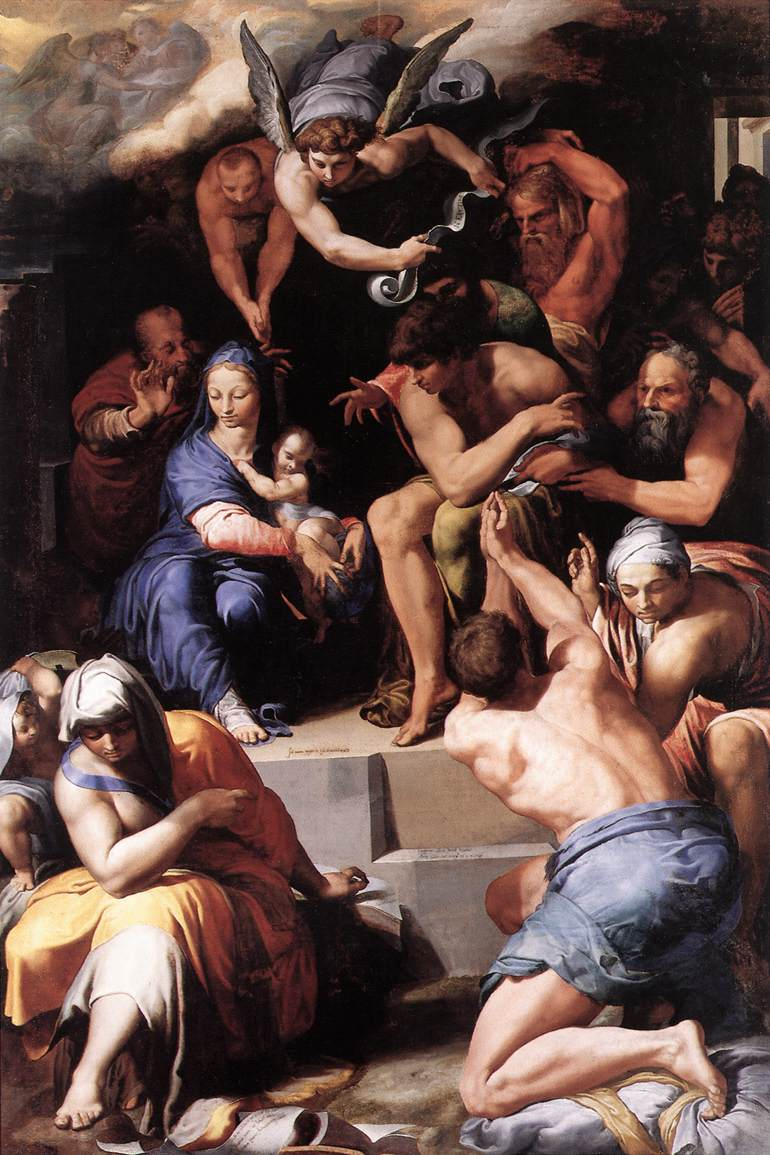
П. Тибальди. Поклонение Младенцу Христу. 1548. Холст, масло. Рим, Галерея Боргезе

Вернувшись в Рим в 1553 году, Тибальди создал фрески в церкви Сант-Андреа-ин-виа-Фламиниа (не сохранились), а также фриз во Палаццо Риччи-Саккетти. Кардинал Поджи поручил Тибальди росписи капеллы Иоанна Крестителя в базилике Санта-Каза в Лорето (1554—1555; сохранились только две сцены: Проповедь и Усекновение главы Крестителя, которые находятся в Апостольском дворце Лорето).
Пеллегрино Тибальди жил и работал в Анконе между 1558 и 1561 годами. Там он писал фрески для Лоджии-дей-Мерканти и Палаццо Ферретти. В 1561 году он встретил кардинала Карло Борромео, который нанял его для продолжения строительства Миланского собора (Duomo) и внутреннего двора архиепископского дворца (1564—1570), церквей Сан-Феделе (1569—1579) и Сан-Себастьяно (1577). В Милане он также работал гражданским архитектором, проектировал дворцы Спинола, Эрба Одескальки и Просперо Висконти. В 1575 году кардинал Толомео Галлио поручил ему строительство своей виллы на берегу озера Комо.
В 1563 году от имени Папы Пия IV и его племянника Карло Борромео, архиепископа Милана, Пеллегрино было поручено проектировать и осуществлять надзор за строительством Коллегиума Борромео в Павии (Сollegio Borromeo di Pavia) В том же году он женился на Катерине Муттони. В 1566 году Тибальди вернулся в Ломбардию.
В 1586 году Тибальди отправился в Испанию, где вместе с Федерико Цуккаро стал придворным художником испанского короля Филиппа II в Мадриде. Он участвовал в оформлении монастыря Сан-Лоренцо дель Эскориал, где написал большие циклы фресок в нижнем монастыре и в библиотеке. Через девять лет он вернулся в Италию и был назначен архитектором Миланского собора, проработав в этой должности до своей смерти в Милане в 1592 году.
Рисунки, относящиеся к работе Пеллегрино в Соборе, хранятся в Библиотеке Амброзиана и Коллекции Бьянкони Городского исторического архива Милана.
Тибальди умер в Милане 27 мая 1596 года. Семейное дело продолжил его младший брат Доменико Пеллегрино Тибальди, который работал живописцем, архитектором и гравёром в Болонье. Двоюродный брат Андреа уже был его сотрудником в Эскориале, а сын Доменико занимался живописью до второго десятилетия XVII века. Второй сын, Лучибальдо, или Лука Бальдо (Lucibaldo, Luca Baldo), учился в Коллегиуме Борромео в Павии и стал юристом.
Младший брат Пеллегрино — Доменико Тибальди (1541—1583) также был архитектором, живописцем и гравёром.
В числе его учеников  Бартоломео Чези.